# 克利爾萊克 (伊利諾伊州)
克利爾萊克（英語：Clear Lake）是位於美國伊利諾伊州桑加蒙縣的一個村落。

## 地理
克利爾萊克的座標為39°48′59″N 89°34′01″W / 39.81639°N 89.56694°W，而該地最高點為海拔高度173米（即568英尺）。

## 人口
根據2010年美國人口普查的數據，克利爾萊克的面積為0.28平方千米，當中陸地面積為0.28平方千米，而水域面積為0.00平方千米。當地共有人口229人，而人口密度為每平方千米817人。